# فرانك جاي رايلي
فرانك جاي رايلي (بالإنجليزية: Frank J. Reilly)‏ هو فنان ورسام أمريكي، ولد في 1906، وتوفي في 1967.